# Zimbabwe Rhodesia

Zimbabwe Rhodesias flagga

Zimbabwe Rhodesia /zɪmˈbɑːbweɪ roʊˈdiːʒə/ var en icke erkänd stat i södra Afrika som etablerades den 1 juni 1979 och upplöstes den 12 december 1979. Statsbildningen Zimbabwe Rhodesia tillkom på grund av internationellt tryck att ge ökade rättigheter till den svarta majoriteten i Rhodesia, och var resultatet av en överenskommelse mellan den huvudsakligen vita regeringen under Ian Smith och moderata afrikanska nationalistpartier som inte ingick i det väpnade upproret.
Zimbabwe Rhodesia föregicks som statsbildning av den icke erkända Rhodesiska Republiken, som 1965 ensidigt förklarade sig självständig från Storbritannien. Efter Lancaster House-avtalet i december 1979 återetablerades Sydrhodesia som en brittisk koloni under en kort tid, eftersom detta enligt brittiskt konstitutionellt synsätt fortsatt var det lagliga styret efter den ensidiga självständighetsförklaringen 1965. Omkring tre månader senare, 1980, erhöll Sydrhodesia internationellt erkännande som republiken Zimbabwe.
Namnet var en kompromiss mellan önskan från de afrikanska nationalisterna att använda Zimbabwe i landets namn, och de vita som ville behålla namnet Rhodesia.
Landets president var Josiah Zion Gumede från United African National Council (UNAC). Premiärminister var Abel Muzorewa från UNAC, och den tidigare premiärministern Ian Smith stannade i regeringen som minister utan portfölj.
Under Zimbabwe Rhodesias korta existens fortsatte stridigheterna i form av Rhodesiska bushkriget mellan regeringstrupperna och en marxistisk gerilla stödd av Sovjetunionen och Kina, som av regeringen betecknades som terrorister. Zimbabwe Rhodesia hade fortsatt stöd av det apartheid-styrda Sydafrika.